# Komet Donati-van Arsdale
Komet Donati-van Arsdale (uradna oznaka je C/1857 V1) je komet, ki sta ga prva opazila italijanski astronom Giovanni Battista Donati (1826 – 1873)  v Firencah in ameriški astronom Robert van Arsdale  10. novembra 1857 .
Opazovali so ga lahko 69 dni. Zadnji dan opazovanja je bil 19. decembra 1857.
Njegova tirnica je bila parabolična, njen naklon pa 142,16°. Prisončje se je nahajalo na oddaljenosti 2,11 a.e. od Sonca.  Skozi prisončje je letel 19. novembra 1857 .